# Iron City (Tennessee)
Iron City – miasto w Stanach Zjednoczonych, w stanie Tennessee, w hrabstwie Lawrence.